# Bertrand Fourcade
Pour les articles homonymes, voir Fourcade.
Pas d'image ? Cliquez ici

a Compétitions nationales et continentales officielles uniquement.

Dernière mise à jour le 3 août 2012.
Bertrand Fourcade, né le 27 décembre 1942 à Laloubère (Hautes-Pyrénées) et mort le 1er août 2024 à Nantes, est un joueur français de rugby à XV.
Il a fait partie de l'effectif du FC Lourdes avant d'intégrer celui du Toulouse OEC au poste d'arrière.
Il est éducateur et entraîneur, professeur d'éducation physique.

## Biographie
Finaliste du championnat de France avec le FC Lourdes en 1968, et vainqueur du championnat, il est plus connu pour sa carrière d'entraîneur.
Il entraîne le Stadoceste tarbais qui est finaliste du championnat de France en 1988.
Il s'est occupé de sélection nationale en Italie, y gagnant un grand prestige.
Il a également été entraîneur de l'équipe de France universitaire, avec succès.
Bertrand Fourcade meurt le 1er août 2024 à Nantes à l'âge de 81 ans.

## Palmarès de joueur
- Championnat de France de première division :
  - Champion (1) : 1968 avec le FC Lourdes

## Palmarès d'entraîneur
- Finaliste du championnat de France en 1988
- Triple champion du monde avec l'équipe de France universitaire